# Piper tachiranum
Piper tachiranum är en pepparväxtart som beskrevs av Truman George Yuncker. Piper tachiranum ingår i släktet Piper och familjen pepparväxter. Inga underarter finns listade i Catalogue of Life.